# Pośrednia Kotelnicowa Ławka
Pośrednia Kotelnicowa Ławka (słow. Prostredná kotolnicová lávka, niem. Mittleres Kesseljoch, węg. Középső-Katlanos-csorba) – znajdująca się na wysokości około 1965 m przełęcz w grani głównej Tatr Wysokich, pomiędzy Wielką Kotelnicą (Veľká Kotolnica, 1987 m) a Pośrednią Kotelnicą (Prostredná Kotolnica, 1980 m). Należy do odcinka grani zwanego Liptowskimi Murami. Granią tą biegnie granica polsko-słowacka. W kierunku północno-wschodnim spod przełęczy do Czarnego Stawu w Dolinie Pięciu Stawów Polskich opada żleb. Stoki południowe są skaliste tylko w najwyższej części, niżej są bardziej łagodne, piarżysto-trawiaste i opadają do Doliny Koprowej.
Słowo ławka pierwotnie oznaczało mniej więcej poziomą terenową formację podobną do zachodu lub półki. Później nazwę tę przeniesiono na znajdujące się nad nią przełęcze i przełączki.

## Przypisy

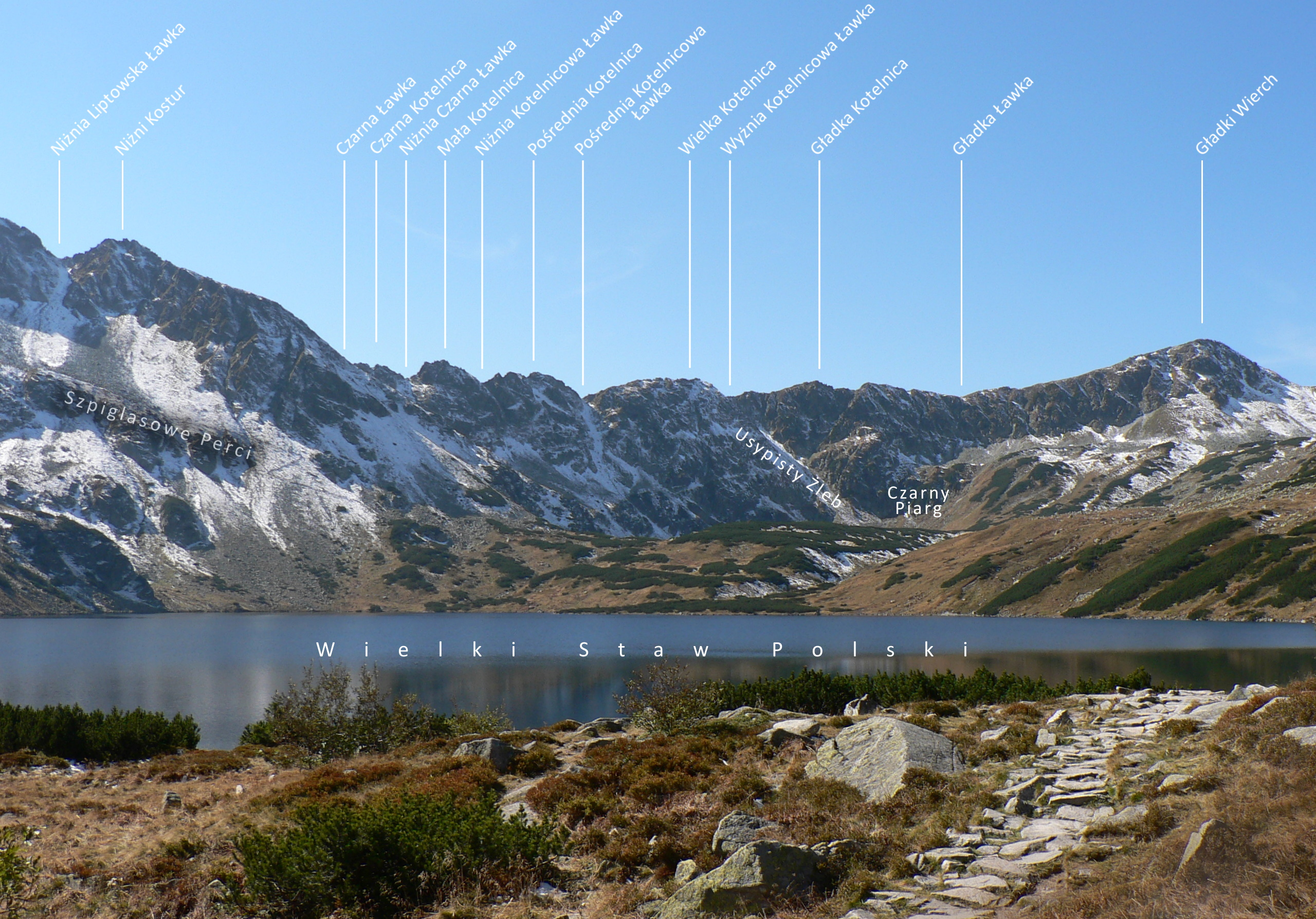
Kotelnica, widok z Doliny Pięciu Stawów Polskich